# 1421
1421 (MCDXXI) a fost un an comun al calendarului iulian, care a început într-o zi de miercuri.

## Evenimente
- 21 martie: Bătălia de la Baugé (Franța). Forțele franceze și scoțiene ale regelui Carol al VII-lea al Franței le înfrâng pe cele ale regelui Henric al V-lea al Angliei comandate de ducele de Clarence, Thomas de Lancaster.
- 1421-1911. Orașul Interzis. Complexul Palatului Imperial din Beijing, format din sute de clădiri și 9.000 de camere. A fost reședința împăraților chinezi. Nici un om de rând sau străin nu avea voie să intre în palat fără permisiune specială. După revoluția comunistă, palatele au devenit muzee publice.

## Nașteri
- 6 decembrie: Henric al VI-lea al Angliei  (d. 1471)

## Decese
- 26 mai: Mehmed I Celebi  (n. 1386)
- 27 decembrie: Șeic Bedreddin  (n. 1359)
- aprilie: Ștefan Ostojić al Bosniei  (n. 1400)